# Куксандо

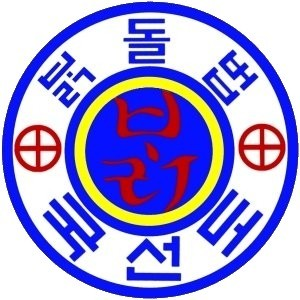
Логотип Куксандо

Куксандо (Kouksundo, 국선도, 國仙道) — традиційна корейська система практики та філософії. «Кук» перекладається як «країна, космічна обитель, царство». «Сан» перекладається як «відлюдник, безсмертний, небожитель, святий». Складається з двох ієрогліфів, що означають «Людина» і «Небеса, Всесвіт, Космос» — йдеться про те що вони нероздільні, єдині. «До» перекладається як «шлях, дорога».
Головна мета Куксандо — привести людину до внутрішнього єства, істинного дому, джерела існування. Куксандо іноді називають корейською йогою.

## Практика
Основу практики Куксандо складає робота з енергією тіла (Кі). За допомогою спеціальної практики, танджонного дихання, енергія накопичується в особливій області нижньої частини живота — в танджоні (丹田 — кит. даньтянь в даоській внутрішній алхімії). В міру прогресу в практиці, природним чином відбувається підйом Кі по задньосерединному меридіану в область голови (у верхній танджон), а потім, по передньосерединному меридіану — спуск вниз, в область серця (в середній танджон).

## Філософія
Філософія Куксандо тісно пов'язана з практикою. В її основі лежить уявлення про подвійність матеріального світу (Їнь і Ян) і його п'яти основних елементах: вода, вогонь, дерево, метал, земля. Кожен з елементів пов'язаний з певними енергетичними каналами в тілі людини. За допомогою правильної практики й правильного способу життя, відбувається очищення каналів. Енергія починає вільно циркулювати в тілі людини, усувати блоки в тілі й пов'язані з ними хвороби.

## Історія
В Кореї вважають, що Куксандо виникло близько 7700 років до н. е. Прабатьки Куксандо прийшли з Сибіру, з околиць озера Байкал. Вони бажали бути ближче до Сонця, тому вирушили на схід і досягли гірських масивів корейського півострова. Вони вважали, що Сонце є джерелом фізичної, ментальної та духовної енергій. Так зародилася традиція, що дійшла до наших днів.
У широкий загал традицію приніс Майстер Чон Сан (Синя Гора), адаптувавши систему для людей, які ведуть соціально активний спосіб життя. Майстер Чон Сан демонстрував багато надлюдських здібностей, які були зафіксовані на відео. Він намагався довести всьому світові ефективність практики, щоб допомогти якомога більшій кількості людей якісно відновлювати здоров'я і розвивати інтелектуальні та духовні здібності.
Спустившись з гір в 1967 році Майстер Чон Сан вже через 3 роки відкрив у Сеулі головний центр Куксандо — Бонвон (кор. «джерело»), а у 1984 році знову пішов в гори. Учні, що навчалися в нього, ставши Майстрами, поширюють вчення Куксандо.
У наші дні Куксандо поширилося по всій Південній Кореї, ця традиція стала національним надбанням країни. Її практикують різні люди, незалежно від своїх релігійних і політичних переконань і виду діяльності: керівники великих підприємств і студенти, ченці та політики (наприклад, президент Південної Кореї Пак Кин Хе), домогосподарки й знаменитості.